# چروکی (ویرجینیای غربی)
چروکی، ویرجینیای غربی (به انگلیسی: Cherokee, West Virginia) یک محدوده ثبت‌نشده در ایالات متحده آمریکا است که در شهرستان مک‌داول، ویرجینیای غربی واقع شده‌است.

## خصوصیات
چروکی   ۶۹۴٫۰۴ متر بالاتر از سطح دریا واقع شده‌است.